# Écluse du Roc
L'écluse du Roc est une écluse à bassins doubles sur le canal du Midi. Construite vers 1670, elle se trouve à 57,5 km de Toulouse à 189 m d'altitude. Les écluses adjacentes sont l'écluse de Laurens à l'est et l'écluse de la Méditerranée, à l'ouest.
Elle est située sur la commune de Mas-Saintes-Puelles dans le département de l'Aude en région Occitanie.